# Amphithéâtre de Londres
L'amphithéâtre de Londres est un monument de spectacle romain situé dans le centre historique de la ville, à l’emplacement de la Guildhall Art Gallery.
Découvert en 1988, le site est maintenant classé.

## Historique

Carte de Londres au IVe siècle avec l’emplacement de l’amphithéâtre.

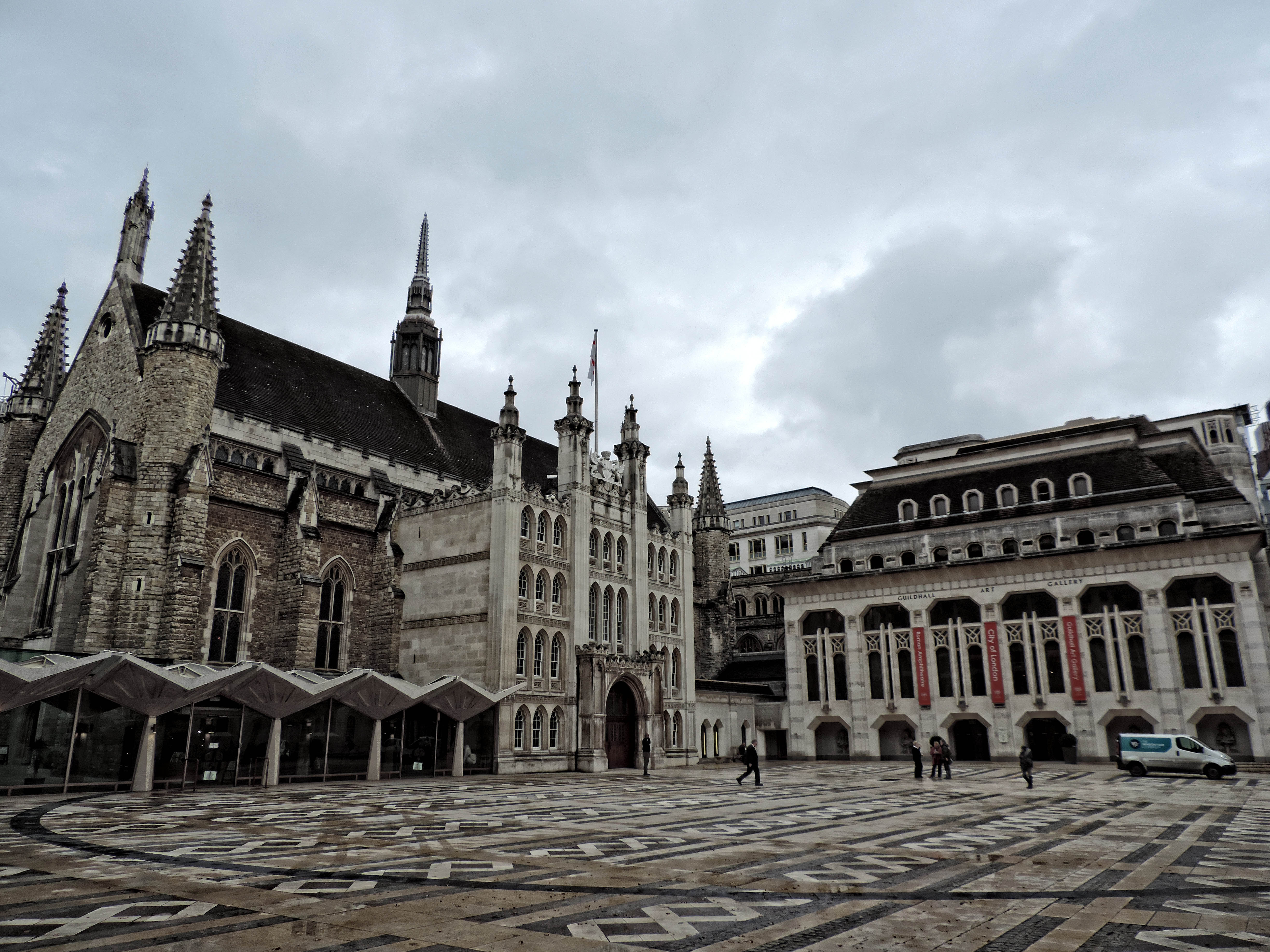
La place de GuilHall avec l’alignement de pierre marquant l’emplacement de l’amphithéâtre.

Le premier amphithéâtre londonien a été construit en bois en 70 apr. J.-C. Il est rénové au début du IIe siècle avec des entrées carrelées et des murs en pierre. L’édifice est progressivement abandonné a partir du IVe siècle.
La zone est réoccupée à partir du XIe siècle, et le premier Guildhall est construit à cet emplacement au XIIe siècle. Son entrée officielle comprenait une maison de garde construite au XIIIe siècle, directement au dessus de l’entrée sud de amphithéâtre.
L'église St Lawrence Jewry, sur le côté sud de Guildhall, est construite sur un alignement irrégulier qui pourrait avoir été destiné à éclipser la forme elliptique de l'amphithéâtre.
La Guildhall Art Gallery, située sur le côté nord de la place, a été achevée en 1999, et son sous-sol donne accès à une section fouillée des vestiges de l’amphithéâtre.
L’emplacement de l’édifice est marqué au niveau de la surface par une bande de pierre noires,.